# Leichtathletik-Europameisterschaften 2006/1500 m der Frauen

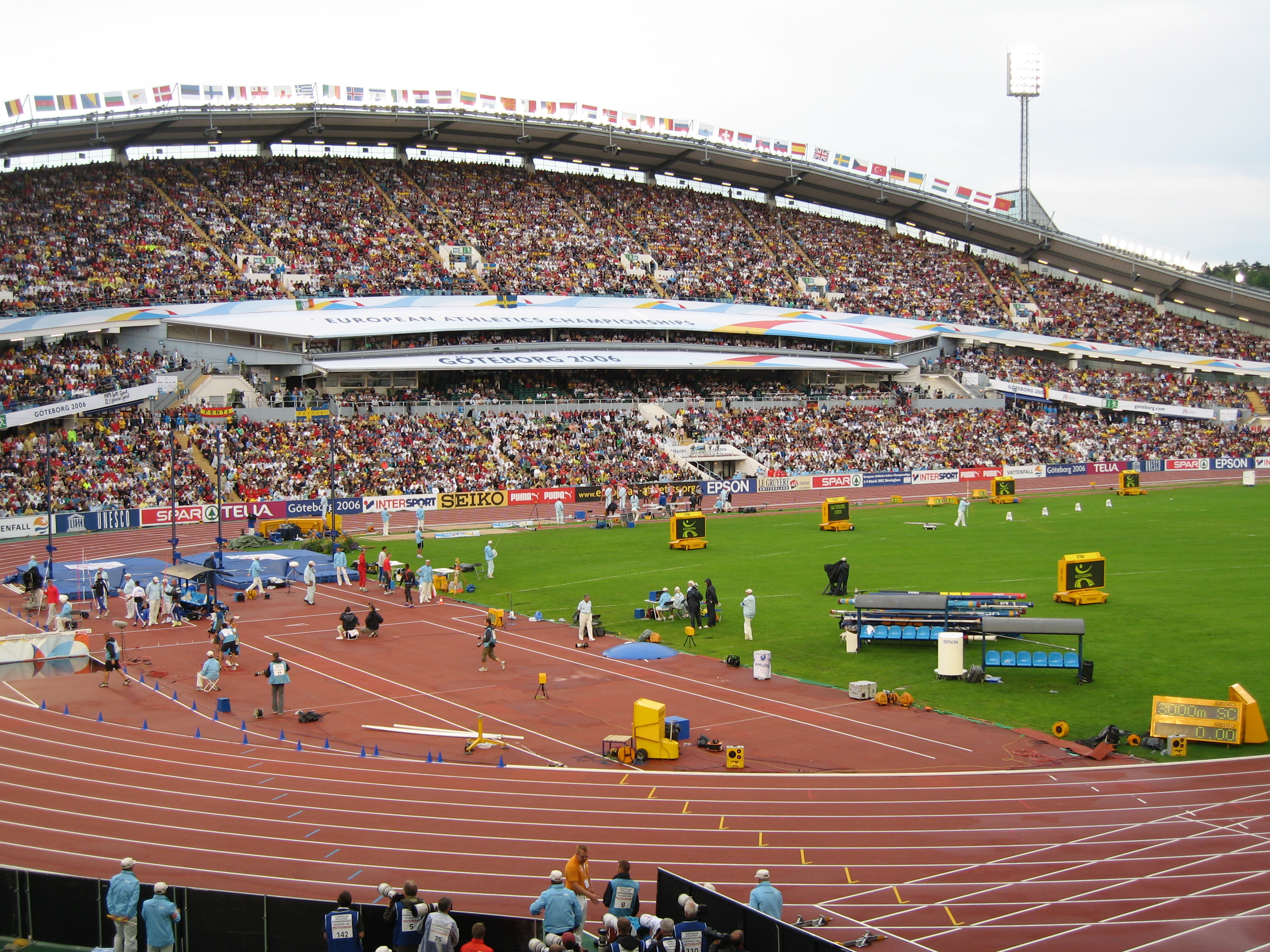
Das Ullevi-Stadion in Göteborg während der Europameisterschaften 2006

Der 1500-Meter-Lauf der Frauen bei den Leichtathletik-Europameisterschaften 2006 wurde am 11. und 13. August 2006 im Ullevi-Stadion der schwedischen Stadt Göteborg ausgetragen.
Auch auf der zweiten Mittelstrecke erzielten die russischen Läuferinnen einen Doppelsieg. Europameisterin wurde die Doppelweltmeisterin (2003/2005), Olympiazweite von 2004 und EM-Dritte von 2002 Tatjana Tomaschowa.
Sie gewann vor Julija Tschischenko.
Bronze ging an die Bulgarin Daniela Jordanowa.

## Rekorde

### Bestehende Rekorde
| Weltrekord           | 3:50,46 min | Qu Yunxia         | Peking, Volksrepublik China | 11. September 1993 |
| Europarekord         | 3:52,47 min | Tatjana Kasankina | Zürich, Schweiz             | 13. August 1980    |
| Meisterschaftsrekord | 3:57,80 min | Olga Dwirna       | EM Athen, Griechenland      | 11. September 1982 |

### Rekordverbesserung
Die russische Europameisterin Tatjana Tomaschowa verbesserte den bestehenden EM-Rekord im Finale am 13. August um 89 Hundertstelsekunden auf 3:56,91 min. Zum Europarekord fehlten ihr 4,44 s, zum Weltrekord 6,45 s.

## Legende
Kurze Übersicht zur Bedeutung der Symbolik – so üblicherweise auch in sonstigen Veröffentlichungen verwendet:
| DNF | Wettkampf nicht beendet (did not finish) |
| DNS | nicht am Start (did not start)           |

## Vorrunde
Die  Vorrunde wurde in zwei Läufen durchgeführt. Die ersten vier Athletinnen pro Lauf – hellblau unterlegt – sowie die darüber hinaus vier zeitschnellsten Läuferinnen – hellgrün unterlegt – qualifizierten sich für das Halbfinale.

### Vorlauf 1

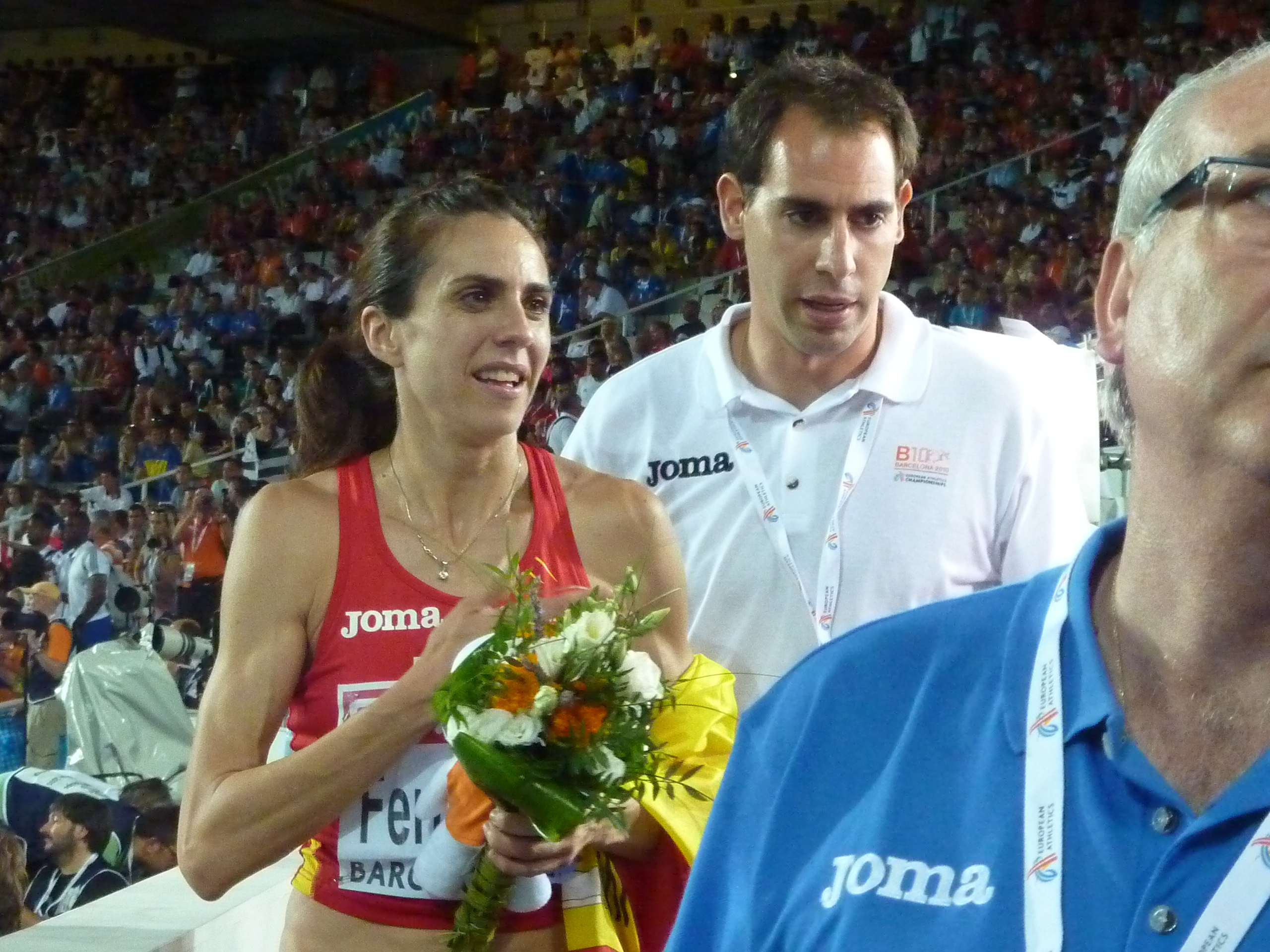
Núria Fernández verfehlte das Finale um knapp vier Zehntelsekunden
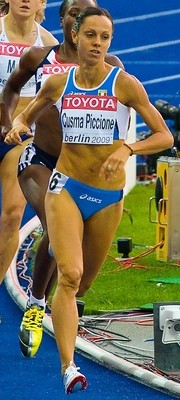
Elisa Cusma, spätere Elisa Piccione, beendete ihren Vorlauf nicht

11. August 2006, 10:45 Uhr
| Platz | Name                  | Nation         | Zeit (min) |
| ----- | --------------------- | -------------- | ---------- |
| 1     | Julija Tschischenko   | Russland       | 4:05,74    |
| 2     | Tatjana Tomaschowa    | Russland       | 4:05,81    |
| 3     | Lidia Chojecka        | Polen          | 4:06,10    |
| 4     | Corina Dumbrăvean     | Rumänien       | 4:06,37    |
| 5     | Natalija Tobias       | Ukraine        | 4:06,82    |
| 6     | Maria Martins         | Frankreich     | 4:08,07    |
| 7     | Tetjana Holowtschenko | Ukraine        | 4:08,56    |
| 8     | Núria Fernández       | Spanien        | 4:08,91    |
| 9     | Ragnhild Kvarberg     | Norwegen       | 4:12,85    |
| 10    | Sonja Roman           | Slowenien      | 4:13,59    |
| 11    | Eva Arias             | Spanien        | 4:15,29    |
| 12    | Anny Christofidou     | Zypern         | 4:19,03    |
| 12    | Sandra Teixeira       | Portugal       | 4:20,63    |
| DNF   | Elisa Cusma           | Italien        |            |
| DNS   | Rebecca Lyne          | Großbritannien |            |

### Vorlauf 2

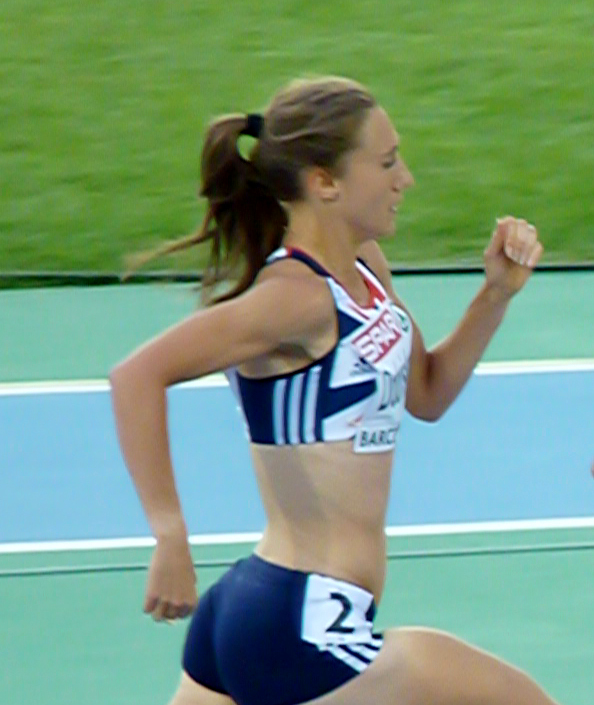
Lisa Dobriskeys siebter Platz in ihrem Vorlauf reichte nicht für die Finalteilnahme
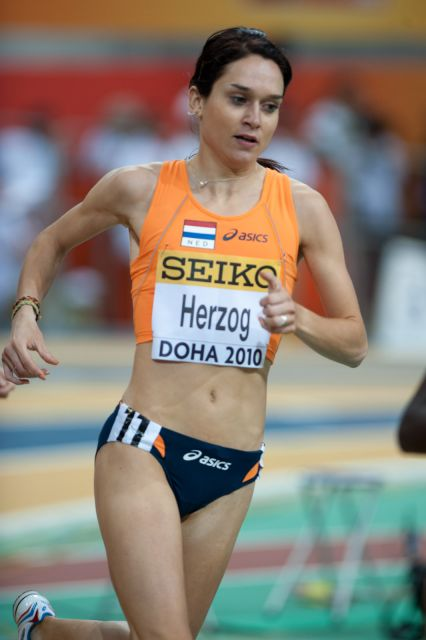
Adriënne Herzog wurde Neunte im zweiten Vorlauf und schied damit aus
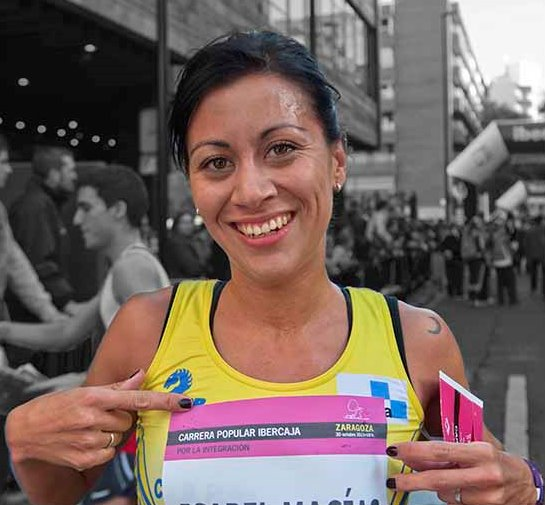
Isabel Macías war als Fünfzehnte und Letzte ihres Vorlaufs chancenlos

11. August 2006, 10:56 Uhr
| Platz | Name                 | Nation         | Zeit (min) |
| ----- | -------------------- | -------------- | ---------- |
| 1     | Daniela Jordanowa    | Bulgarien      | 4:05,72    |
| 2     | Jelena Sobolewa      | Russland       | 4:05,81    |
| 3     | Hind Dehiba          | Frankreich     | 4:06,63    |
| 4     | Iryna Lischtschynska | Ukraine        | 4:06,84    |
| 5     | Helen Clitheroe      | Großbritannien | 4:07,28    |
| 6     | Eleonora Berlanda    | Italien        | 4:08,81    |
| 7     | Lisa Dobriskey       | Großbritannien | 4:09,47    |
| 8     | Justyna Lesman       | Polen          | 4:10,01    |
| 9     | Adriënne Herzog      | Niederlande    | 4:11,16    |
| 10    | Swjatlana Klimkovich | Belarus        | 4:12,80    |
| 11    | Sonja Stolić         | Serbien        | 4:13,19    |
| 12    | Irina Krakoviak      | Litauen        | 4:13,47    |
| 13    | Anna Jakubczak       | Polen          | 4:14,40    |
| 14    | Aoife Byrne          | Irland         | 4:16,07    |
| 15    | Isabel Macías        | Spanien        | 4:20,76    |

## Finale

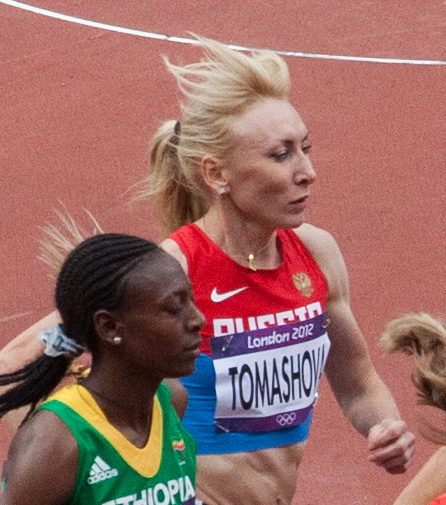
Europameisterin Tatjana Tomaschowa, 2003 und 2005 war sie Weltmeisterin, 2004 Olympiazweite, 2002 EM-Dritte
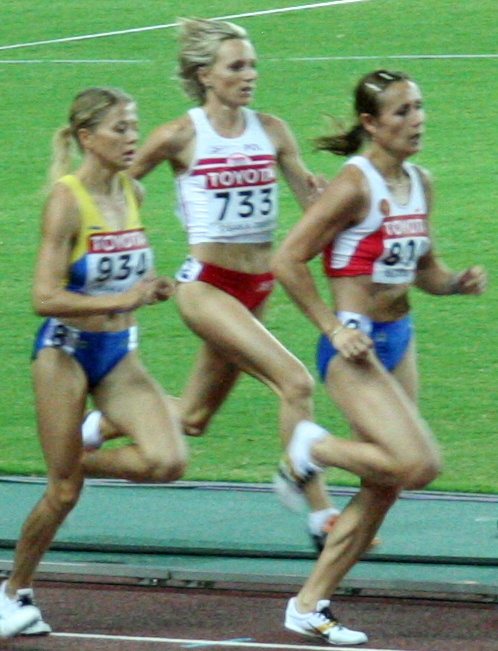
Vizeeuropameisterin Julija Tschischenko (rechts)
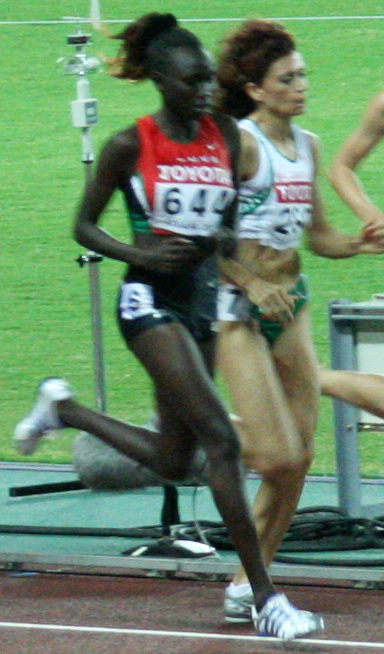
Bronzemedaillengewinnerin Daniela Jordanowa (rechts)

13. August 2006, 15:55 Uhr
| Platz | Name                  | Nation         | Zeit (min) |
| ----- | --------------------- | -------------- | ---------- |
| 1     | Tatjana Tomaschowa    | Russland       | 3:56,91 CR |
| 2     | Julija Tschischenko   | Russland       | 3:57,61    |
| 3     | Daniela Jordanowa     | Bulgarien      | 3:59,37    |
| 4     | Jelena Sobolewa       | Russland       | 4:00,36    |
| 5     | Lidia Chojecka        | Polen          | 4:01,43    |
| 6     | Corina Dumbrăvean     | Rumänien       | 4:02,24    |
| 7     | Natalija Tobias       | Ukraine        | 4:02,71    |
| 8     | Iryna Lischtschynska  | Ukraine        | 4:04,98    |
| 9     | Hind Dehiba           | Frankreich     | 4:05,46    |
| 10    | Tetjana Holowtschenko | Ukraine        | 4:05,53    |
| 11    | Helen Clitheroe       | Großbritannien | 4:09,73    |
| 12    | Maria Martins         | Frankreich     | 4:13,62    |

Wie in fast allen Rennen der Frauen wurde auch in dieser Entscheidung von Beginn an das Tempo forciert. Die zweimalige Weltmeisterin Tatjana Tomaschowa konnte nach Bronze in München 2002 nun auch Europameisterschaftsgold gewinnen. Die Bulgarin Daniela Jordanowa, Fünfte in München 2002, eroberte im Endspurt noch Platz drei und verhinderte einen russischen Dreifachsieg.

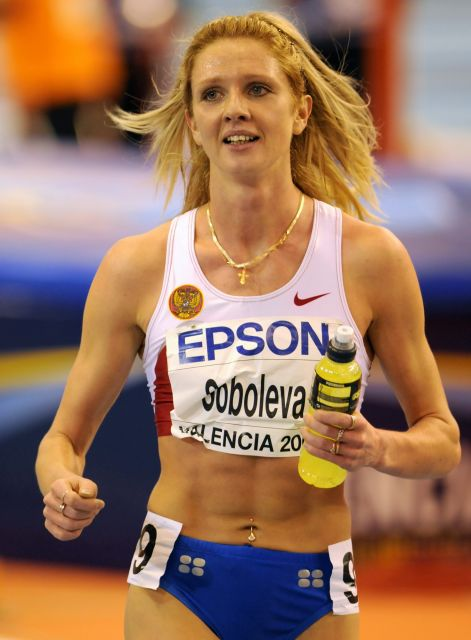
Jelena Sobolewa erreichte Platz vier
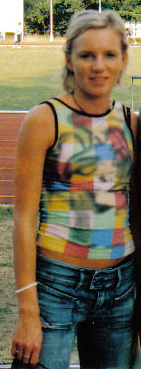
Lidia Chojecka kam auf den fünften Platz
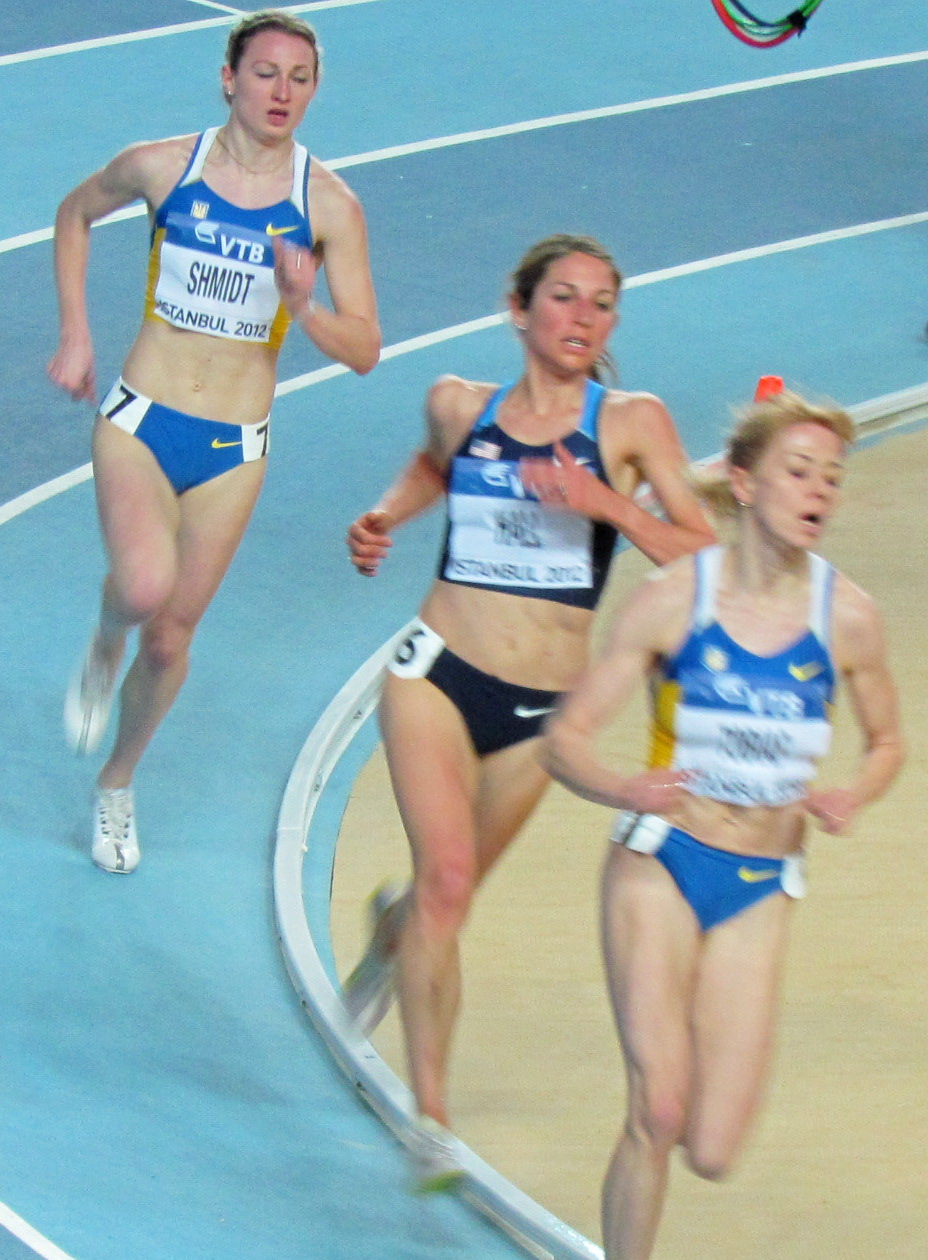
Natalija Tobias (rechts) belegte Rang sieben
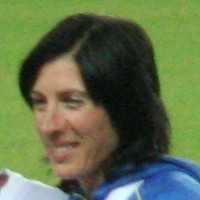
Iryna Lischtschynska wurde Achte
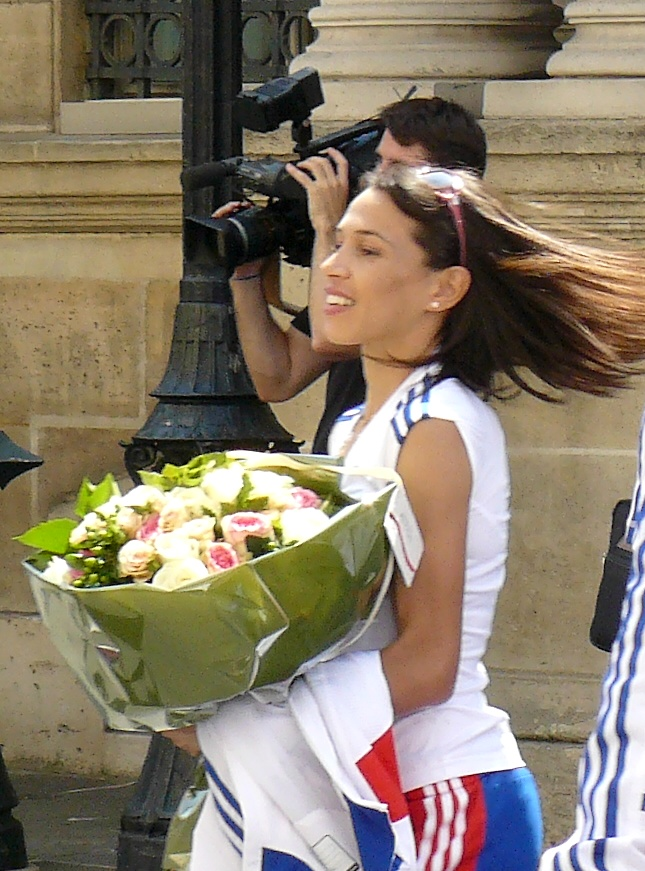
Die neuntplatzierte Hind Dehiba

## Videolink
- 2006 European Championships Women's 1500m, youtube.com, abgerufen am 29. Januar 2023